# トラスティベル 〜ショパンの夢〜
『トラスティベル 〜ショパンの夢〜』（トラスティベル ショパンのゆめ、Trusty Bell、欧米ではEternal Sonata）は、トライクレッシェンドが開発し、バンダイナムコゲームスより発売されたロールプレイングゲーム。2007年6月14日にXbox 360専用ソフトとして発売され、2008年9月18日には新要素を追加したPlayStation 3（PS3）への移植版が『トラスティベル 〜ショパンの夢〜 ルプリーズ』として発売された。

## 概要
ポーランドの作曲家で、優れたピアニストでもあった、フレデリック・ショパンに焦点を当てた物語。登場する用語には、音楽に関連したものが多く使われている。
音楽は桜庭統、本作でキーとなる楽曲のピアノ演奏はスタニスラフ・ブーニンが担当した。
日本ではゲームソフトに加え、Xbox 360 コアシステムとスペシャルサウンドトラックを同梱した「Xbox 360 コア システム トラスティベル 〜ショパンの夢〜 プレミアムパック」が同日に発売された。
PS3版では、Xbox 360版では難解で不透明だったシナリオの流れを判りやすく解釈できるようにする変更、マルチエンディング、操作可能なキャラクターやコスチュームの追加といった新要素が追加されている。

## ストーリー
物語は1849年10月17日の深夜、ショパンが病に見舞われ床に伏せ、彼の見た最期の「夢」から始まる。彼の意識は現実世界を離れ、剣と魔法のファンタジーの世界へと降り立つ。この世界では、夢の世界（ショパンにとっては現実世界）で病に侵されている者は魔法の力を授かることが出来、ショパンもまた魔法の力を授かった。
しかし、ショパンはこの世界が自分の夢であると気づいており、すべてが幻で、偽物であると認めていた。そんな時、ショパンは一組の少年少女と出会った。
なお、各章の題名はショパンの有名な楽曲のタイトルを基にしている。

### 第1章・雨だれ
テヌート村に住む14歳の少女、ポルカは生計を立てるために村名産の花封薬をリタルダントまで売りに行ったものの、政府公認の特効薬である鉱封薬が安価で大量に出回っている今のリタルダントでは誰も花封薬を買ってくれなかった。さらに街の住人同士による喧嘩が発生。怪我人をポルカが魔法で治療した所、周囲の者だけでなく自分が怪我を治した者にさえも「病気が移る」と蔑みの目で見られてしまう。この世界で魔法が使えるということは、不治の病で余命残りわずかであることを表しているからだ。激しく落ち込み、テヌート村に戻るポルカ。母親のソルフェージュはポルカを優しく励ますが、ポルカの悲しみが癒える事は無かった。
リタルダントの16歳の少年アレグレットと、その弟分ビートはリタルダントの街でパンを盗み、地下水道で暮らす貧しい子供たちに盗んだパンを分け与えていた。今のリタルダントでは鉱封薬以外の生活必需品全てに高額の税金が課されており、貧しいアレグレットたちが生きていくためには、いけない事だと分かってはいても、盗みを働くしかなかったのである。だがアレグレットはこの状況を打破するために、フォルテの領主であるワルツに対して税金を安くしてもらうように頼みに行く事を決断。翌日の朝にビートと共にリタルダントの街を出る事にする。
その日の夜、ポルカは花畑でリタルダントの夜景を眺めていた。そこへ突然現れたショパン。彼はこの世界が自分の夢の中の世界である事、そして自分もポルカと同様に死期が迫っている事を告げる。ショパンと意気投合したポルカは彼を鏡天花の森へと案内する。そのあまりの美しい光景に感動し、心を奪われるショパン。だがポルカはショパンに告げる。「別名、死灯花」であると。ポルカは、この花のようにたとえ人々から避けられても、みんなの力になりたいとショパンに語り、村を出て、フォルテの伯爵・ワルツに鉱封薬の生産量を減らしてもらうよう頼みに行くという決意をショパンに、その後、母であるソルフェージュにも、告げるのだった。
翌日、フォルテを目指し出発するアレグレットとビート。それと同時にポルカとショパンもフォルテへと向かう。理由は違えど、目指す相手もその目的も同じ。少しでも今の生活を良くしたいから。そして運命は4人を巡り合わせる事になる。アゴゴの森で、「何となくむかついたから」という理不尽な理由でいきなり襲ってきたフーガに全く歯が立たずに敗北したポルカとショパンは、アゴゴの村でマーチという少女に介抱されていた。ポルカがちょうど目覚めたころ、アレグレットとビートが村にたどり着く。二人は、毎日リタルダントまで花封薬を売りに来るポルカの事をいつも気にかけており、特に怪我人を助けた時の魔法の力は凄かったとポルカに語る。それを聞いて落ち込みその場から駆け出すポルカ。そこへオーガチャンプが襲い掛かる。彼女の悲鳴を聞き間一髪駆けつけたアレグレット、ビート、ショパンは急造トリオながらも絶妙なチームワークを発揮し、オーガチャンプを撃破し、ポルカを救出する事に成功する。その後、目的地が同じなので一緒にフォルテまで行く事になった4人に、マーチは、フォルテまで山の発掘をやめるようワルツに頼みに行ったまま戻らない、姉のサルサの様子を見てきて欲しいと頼む。アレグレットたちはそれを承諾し、フォルテに向けて旅立つのだった。

### 第2章・革命
フォルテに向かうために、ザビ平原を進むアレグレットたち。そこへヤギに襲い掛かる魔物と戦っている女性に遭遇する。女性に加勢し、ヤギを救うアレグレットたちは女性に家に招待される。女性はビオラと名乗り、鉱封薬がアレグレットたちが言うような万能薬などではなく、確実に死に近づく薬であり、過度に服用すると魔物と化してしまう事を告げる。そしてその魔物たちがフェルマータの砦に住み着いているのだと。それを聞いてワルツに事情を話して、鉱封薬の生産を止めてもらう事を決意するアレグレットたちだったが、ビオラはワルツに借りがあるという理由から一緒についていくと言い出す。「また一人増えるのかよ」と文句を言うアレグレットだったが、一流の弓の腕を持つビオラの存在は確かに心強くもあった。
カバサ大橋、そしてフェルマータの砦、ハノンの丘を抜け、フォルテ城下町にたどり着くアレグレットたち。だが翌日、ワルツへの面会のために城に足を運んだ途端、突然チューバ率いる騎士団がいきなりアレグレットたちに襲い掛かってくる。「お前らの行動など全てお見通しだ。」たかが面会の手続きに来ただけなのに、いきなり意味不明な事を言われて襲われる状況に困惑しながらも、アレグレットたちはチューバを打ち倒す。だがそれも空しくアレグレットたちは牢獄に囚われてしまうのだった。だが牢獄の中でアレグレットたちは一人の少女に出会う。彼女こそ、マーチが心配していた双子の姉・サルサだったのだ。サルサは鉱封薬生産のために山の発掘が行われているせいで、アゴゴの生息地が激減しつつあるという現状をワルツの側近・レガートに伝え、これ以上鉱封薬を作るのはやめてほしいと頼み込むのだが、サルサがアゴゴの森の番人だと知るや、いきなり牢獄に囚われてしまったのだという。アレグレットは突然「脱出しよう」と言い出し、針金1本で器用に牢屋の鍵をこじ開けるが、あまりの手馴れた手つきにポルカは疑惑の目を向ける。そしてビオラはアレグレットがリタルダントで盗みを働いて生計を立ててきた事を、一目で見抜くのだった。
ジルバ、クラベス、ファルセットは、ハノンの丘の隠し通路から城の内部へと侵入しようとしていた。だが隠し通路を開いた途端、そこから突然現れたアレグレットたちにジルバたちは驚く。そしてそこには救出対象だったサルサの姿も。「…任務完了だな。」ジルバは苦笑いしながらもそう呟き、アレグレットたちにサルサを助けてくれた礼を言う。彼らは反政府組織アンダンディーノと名乗り、鉱封薬によって人々を魔物に変えようとしているワルツを止めるために活動している組織なのだという。そう、ワルツは鉱封薬の危険な副作用を知らずに国民に提供していたのではなく、その副作用によって国民を魔物にし、兵力を無限に増殖しようとしていたのだ。そしてワルツはある目的のために、光るアゴゴの手掛かりを知っているであろうサルサを捕らえていたのである。光るアゴゴなんて存在しないと言うサルサだが、「詳しい話はあたしの家でしよう」というビオラの提案で、一行はザバ平原へと向かう。だがカバサ大橋に辿り着いた所へ、アレグレットたちを逃がした事をワルツに叱責され、最期通告まで受けたチューバが必死の形相で襲い掛かってきた。この戦いに自分の命が掛かっているチューバの凄まじい気迫の前に圧倒されるアレグレットたちだったが、どうにかチューバを撃破する。だがチューバの捨て身の一撃で橋は崩落し、チューバは転落死。アレグレットたちもまた、川の激流に飲み込まれてしまうのだった。

### 第3章・幻想即興曲
どうにか一命を取り留めてアダージュ湿原まで流れ着いたアレグレットたちだったが、ポルカ、ショパン、ビート、サルサの4人は行方不明になってしまった。アレグレットを励ますビオラだったが、アレグレットの心は晴れなかった。
取りあえずアンダンテの街を目指す事になったアレグレットたちは、途中に立ち寄った宿屋カンタービレである疑問をジルバにぶつける。フォルテの街で、まるで自分達が最初からそこに来ることが分かっていたかのような手際の良さで、いきなり自分たちに襲い掛かってきたチューバ。そして「お前らの行動など全てお見通しだ」というチューバの言葉から、自分たちはアンダンティーノに間違えられたんじゃないかとジルバに語る。そのアレグレットの言葉を聞いたビオラもまた、「アンダンティーノに内通者がいるんじゃないのか？」と推理する。「あの作戦はクラベスとファルセットにしか話していない…。」仲間を信じたい気持ちがありながらも、疑心暗鬼になるジルバ。
ウッドブロックの林を抜け、アレグレットたちはアンダンテの街まで辿り着く。そこで一旦ジルバ、クラベスと別れる事になり、アンダンテの街をファルセットに案内されるアレグレットとビオラだったが、そこである少女からシミーレの泉の水を汲んできてほしいと頼まれる。少女が世話をしている花は特殊な物で、シミーレの泉の水を与えないと枯れてしまうのだ。少女の依頼を引き受け、レント墓地までシミーレの泉の水を採取に行くアレグレットたち。泉を守る巨大な魔物・デスクロウに苦戦しながらも、どうにかアレグレットたちは泉の水を手に入れる事に成功する。
同じ頃、アンダンティーノのアジトでジルバはクラベスに、ファルセットは内通者なのではないかという疑問をぶつける。ジルバはファルセットの最近のそわそわした態度、そしてクラベスに強く当たったりする事に疑問を持っており、幼馴染だからファルセットの事は何でも分かると言うのだ。しかしクラベスはそれを真っ向から否定した。ファルセットがスパイなんてありえないと。それを聞いたジルバはクラベスに礼を言い、そしてアレグレットたちの帰りが遅い事に疑問を抱き、アンダンテの街まで迎えに行くジルバ。だがそこへ突然現れたロンドが「裏切り者」という名目でクラベスに襲い掛かる。そう、内通者はファルセットではなくクラベスだったのだ。「もしもの時はクラベスを殺せ」とワルツに命令されたロンドは、クラベスがターゲットのジルバに本気で恋をしてしまった事で、裏切ったと判断してクラベスを始末したのである。ロンドの一撃で致命傷を負い、その場に倒れこむクラベス。クラベスはジルバとファルセットへの想いを語りながら、最期の力を振り絞ってバロックに伝書鳩を送る。そしてクラベスは死んだ…。「本当に…あなたが好きよ…」と言い残しながら。

### 第4章・華麗なる大円舞曲
ポルカ、ショパン、ビート、サルサの4人は、バロックの船によって救助されていた。船長のクレッシェンドに礼を言い、ただで泊めてもらうのは気が引けるから何か手伝える事は無いかと言うポルカだったが、クレッシェンドは「気にする事は無いよ」とポルカの申し出を断るのだった。
その日の夜、船の甲板で星を眺めるポルカとショパン。そこでショパンはポルカに妹のエミリアの事を話す。結核によって僅か14歳でこの世を去った愛すべき妹…。ショパンはエミリアを見捨てた神が憎いと言うが、ポルカは「エミリアさんはショパンさんの心の中で生きている」と語る。その言葉を聞いて感銘に浸るショパンだったが、突然海賊船がバロックの船に激突してきた。クレッシェンドが言うにはこの海賊船によってフォルテ領とバロック領が荒らされているせいで、定期便が止まっている状態なのだという。バロックの船を守るため、クレッシェンドの制止を振り切り海賊船に突入するポルカたち。そして海賊たちを率いる女船長・ドルチェを打ち倒し、ポルカたちは見事バロックの船を守り切ったのだった。
その後、船はバロックの城下町に到着し、ポルカたちは客人としてバロック城に招待される事になる。船長を務めていたクレッシェンドは、実はバロックの王子だったのである。そこで開かれた舞踏会で、一流のピアノの腕前を披露するショパン。クレッセンドは舞踏会を盛り上げてくれたショパンに礼を言うが、同時にショパンにある頼み事をする。バロックはこれまでアンダンティーノを支援してきたが、もうそれは出来なくなったとジルバに伝えてほしいというのだ。快く承諾するショパン。傍らにいたクレッセンドの婚約者・セレナーデは、戦争は無意味で愚かな物だとショパンに力説するのだが…。
取りあえずアレグレットが待っているであろうリタルダントに戻る事にしたポルカたち。極寒のシャープ大雪山を越えた先は、灼熱のワウ溶岩洞。ビートが「気候の差がありすぎる」と文句を言うが、ポルカたちはどうにか乗り越える。だがワウ溶岩洞を抜けた先は、何とアゴゴの村であった。まさかこんな所に繋がっていたとは…驚くポルカたちだったが、突然ポルカたちの周りに無数の光るアゴゴが現れ、さらに運が悪い事に光るアゴゴの捜索に来ていたフーガに遭遇してしまう。「光るアゴゴを見つけてくれたお礼」という、またしても理不尽な理由でいきなり襲い掛かってきたフーガだったが、ポルカもショパンも前回フーガと戦って敗れた時よりも遥かに腕を上げていた。そして激しい死闘の末にフーガはポルカたちに敗れ、絶命する。その様子を物陰からロンドが見つめていた。ワルツの元へ報告に向かうロンド。そしてポルカの周囲を無数の光るアゴゴが優しく包み込んでいた。
その頃クレッシェンドの元に、死に際にクラベスが飛ばした伝書鳩が飛んできた。同封されていた手紙を読むクレッシェンドは驚愕の表情を見せる。「セレナーデはフォルテのスパイ」。手紙の内容も知らずに可愛らしい笑顔を見せるセレナーデの傍らで、クレッシェンドは困惑する。

### 第5章・夜想曲
一旦サルサ、ポルカと別れたショパンとビートは、リタルダントの街でアレグレットと再会する。互いの無事を知って胸をなでおろすアレグレットたちだったが、ショパンとビートはクラベスが殺された事、そのクラベスがフォルテのスパイだった事、さらにファルセットがクラベスの死にショックを受けて行方を眩ました事をアレグレットに聞かされる。クラベスの死を悲しむショパンとビートだったが、そこへ教会の地下から「妙な物音がする」「幽霊でもいるんじゃないのか」という騒ぎが起こる。そこに居合わせたパン屋のおばちゃんに、これまで盗みを働いてきた償いとして、教会の地下を捜索するように強要される。仕方なく教会の中に入るアレグレットたち。そこへサルサ、マーチ、ビオラが訪れる。ポルカたちが海賊船を追い払ったおかげでバロックへの定期便が通るようになり、ジルバがクレッシェンドとの面会のためにバロックに向かったというのだ。そこでアレグレットは地下の捜索をショパンたちに任せ、自分はテヌート村までポルカを迎えに行く事にする。そして砂浜でアレグレットは、奇妙な形をした石を見つけるのだが…。
教会の地下から出ていた妙な物音は幽霊などではなく、地下に住みついた魔物・ルートラーカーの仕業だった。ショパンたちの活躍によってルートラーカーは退治され、リタルダントに再び平穏の時が戻る。そしてその日の夜、テヌート村でポルカはいきなり崖から飛び降りると言い出す。その瞬間、アレグレットの脳裏に突然ポルカが崖から飛び降りようとする映像が浮かび上がる。慌ててポルカを制止するアレグレット。ポルカは「冗談で言ったのに」と驚きを隠せなかったが、同時に本気で止めてくれたアレグレットに感謝するのだった。ポルカはアレグレットに、何故か昔から持っていたという奇妙な形をした石を見せ、「私の代わりにこの石に身代わりになってもらう」と言って石を崖から投げ飛ばすのだが、アレグレットは先程リタルダントで拾った、たった今捨てたのと全く同じ石をポルカに手渡す。「生まれて初めて女の子にあげたプレゼントだから絶対に無くすなよ」と念を押すアレグレットだったが、ポルカは困惑の表情を隠せなかった。
定期便に乗ってバロックへと向かうアレグレットたち。その頃ジルバとクレッシェンドはバロックが今後どう動くべきかについて激論を繰り広げていた。そして話の中でクレッシェンドは、自分の所にもとっくの昔にスパイが紛れ込んでいた事をジルバに打ち明ける。それは誰なのかを問い詰めるジルバだったが、クレッシェンドはそれに答えずに、少し時間がほしいとジルバに語った。クレッシェンドはクラベスの伝書鳩が届く前から、セレナーデがスパイである事を既に見抜いていたのだ。ジルバが部屋を出てからクレッシェンドは物陰に隠れていたセレナーデにそれを打ち明け、それを聞いたセレナーデは涙を流すのだった。
ジルバの提案で暇潰しにバロックの周囲を散策する事になったアレグレットたちだったが、そこで立ち寄った氷の神殿アリアの最上階で、突然現れたロンドがポルカの身柄の引渡しをアレグレットたちに強要する。だがそこへ行方不明になっていたファルセットが駆けつける。ファルセットはクラベスを殺した犯人がロンドである事を突き止めたのだ。そんなファルセットに興味を持ったロンドは仲間にならないかと誘うが、ファルセットはこれを拒否。ロンドに戦いを挑むファルセット。激しい死闘の末にロンドはファルセットに敗れて絶命した。だがジルバは勝手な行動を起こして皆に心配をかけたファルセットを平手打ちする。そしてファルセットはジルバに抱きついて号泣する。

### 第6章・別れの曲
バロック城に戻ってきたアレグレットたちは、城の宰相からクレッシェンドとセレナーデがいなくなってしまったと知らされる。彼らは自分たちの身柄をフォルテに引き渡す事で、バロックへの侵略をやめてもらうよう頼むつもりなのだ。アレグレットたちは2人を止めるために後を追いかける事にする。
ワープ装置を使ってトゥコーダ地下遺跡に到着、そこを突破した先には一軒の神社と巨大な木があり、さらに一人の老婆が待ち構えていた。老婆はポルカがここに来たのは「今回も」滞りなく予定通りだった事、そして「前回も」ここでポルカと一度会っているなどと、意味不明な事を言い出す。そしてポルカにおみくじを引くよう要求し、必ず大凶を引くから「チェロの木」に結わえと言う老婆。そしてポルカの運命は、たとえ本人がそれを知ったとしても、もう変えられないのだと。ポルカはそんな老婆に対して不信感をあらわにする。「やる前から結果が分かっているなんて、そんなの絶対おかしい」と。老婆の要求通り、おみくじを引くポルカ。「これは…！？」おみくじの内容に驚くポルカだが、いつの間にか老婆はその場から消えていた。たかがおみくじなんだから気にしない方がいいというファルセットだが、ポルカは意を決した表情で先に進むよう皆に促すのだった。
ロック山でジルバは、自分がかつてここの炭鉱で、鉱封薬の材料の採掘のために強制労働をさせられていた事、それに耐えかねて仲間と共にフォルテに反乱を起こした事、そしてそのせいで多くの仲間が殺されてしまった事をアレグレットたちに語る。ジルバは「今の俺の姿は死んでいった皆が納得出来る物だろうか」と自問自答する。だが今は感銘に浸っている場合ではない。頂上へと急ぐアレグレットたち。
やがてたどり着いた頂上にはクレッシェンドとセレナーデがいた。「私の身柄を引き渡せば少なくともバロックには攻めてこない」というクレッシェンドに対し、「犬死にするだけだ。ワルツはそんなに甘くない」と反論するジルバ。セレナーデは「クレッシェンドはこの身に代えても私が絶対に死なせはしない」とジルバに熱く語るが、そこへワルツとレガートが大軍を率いてアレグレットたちの前に現れた。最早クレッシェンドにもセレナーデにも興味は無い、ポルカを引き渡せば他の者には危害を加えないと。ポルカを守ろうとするアレグレットだったが、ポルカは皆を守るために意を決して、自らワルツの元に歩み寄る。その瞬間、レガートの持つアゴゴが突然光り出し、それを鉱封薬に混ぜた途端にどす黒い煙が噴き出す。それを見たワルツは高笑いしてポルカを平手打ちし、さらに大軍と共にアレグレットたちに襲い掛かってきた。自分から持ちかけた約束を破ったワルツに激怒し、迎え撃つアレグレットたち。ワルツの巧みな剣術、そして魔物の大群の前に苦戦しながらも、壮絶な死闘の末にアレグレットたちはポルカを救出し、遂にワルツを討ち取った。
「後はあのじいさんだな…！！」レガートに歩み寄るアレグレットの表情は怒りに満ち溢れていた。ワルツの死で後ろ盾を失い、追い詰められたレガートは、やけになって先ほど光るアゴゴと混ぜたばかりの合成鉱封薬を飲み干した。その瞬間レガートは苦しみ出して精神が崩壊し、さらにその姿は巨大な魔物「ルインドボディ」と化してしまう。唖然とするアレグレットたちだったが、レガートは衝撃波をアレグレットたちに放つ。そのあまりの凄まじい威力にアレグレットたちは吹き飛ばされてしまう。

### 第7章・英雄
よろめきながらも何とか立ち上がったアレグレットだったが、先程の衝撃波をまともに受けたクレッシェンドとセレナーデが負傷していた。クレッシェンドはアレグレットたちを巻き込んでしまった事を詫びながらも、この世界を守るためにレガートを止めてほしいとアレグレットたちに頼む。そして目の前にはレガートが空間を捻じ曲げてこじ開けた次元の穴があった。目の前の光景が信じられないアレグレットだったが、このままレガートを放置しておけば何が起こるか分からない。意を決してアレグレットたちは穴の中へと突入していった。
次元の穴を抜けて次元の狭間にたどり着いたアレグレットたち。さらに先に進むと、そこには月の都エレジーがあった。そしてそこで暮らしていたのは、鉱封薬によって魔法が使えるようになった代償として成仏出来なくなり、あの世にも行けず、この世にも留まれなくなってしまった人々の魂だった。さらにこの世界には「時間」が存在せず、永遠に何も変わる事の無い全てが停滞した世界なのだという。驚くアレグレットたちだったが、魂たちは何も動揺する事も無く幸せそうに静かに暮らしていた。そして皆が口を揃えてアレグレットたちに語る。「ここに来て本当の幸せを得る事が出来た」と。
先に進もうとするアレグレットたちだったが、夢幻砂丘へと続く道には強力な結界が張られていた。エレジーの長老が言うには、光る鍵盤の塔シロフォンの頂上に結界の制御装置があり、それを解除すれば先に進めるようになるのだという。アレグレットたちはシロフォンに向かい、そこで課された試練を乗り越えながら頂上に到達し、制御装置を守る巨大な魔物・オーガキングとウィックドシュラブを打ち倒し、結界の制御装置を解除する事に成功する。
結界を抜けた先の夢幻砂丘を抜け、アレグレットたちはエレジーの住民がレガートを見かけたと語る、砂の巨塔ダブルリードにたどり着いた。頂上への道を守る4体の守護者を次々と打ち倒していくアレグレットたちだったが、同時にショパンには以前から抱いていた疑問がより強くなっていた。ここは自分が創り出した夢の世界のはず。なのに人々は皆、自分の意思という物を持っており、さらにショパンは仲間との強い一体感や団結をも感じていた。「ここは本当に私が創り出した夢の中の世界なのか…？」
ダブルリードの最上階には、かつてレガート「だった」「それ」…ルインドボディが待ち構えていた。アレグレットの号令と共にルインドボディとの激しい死闘が始まり…そして苦しみながらもアレグレットたちは遂にルインドボディを打ち倒した。レガートの魂が浄化された瞬間、レガートがロック山で開けたのと同じような穴が突然生まれる。驚くアレグレットたちだったが、ショパンは意を決した表情で穴の中へと向かう。「ショパンさん？」「どこ行くんだよ？」ビートとアレグレットの言葉はショパンには届かなかった。

### 最終章・鏡天花
次元の穴を越えてたどり着いたのは、荒野と化したテヌート村の花畑だった。そこでショパンは突然アレグレットたちに通告する。「あなた方は私の創り出した登場人物に過ぎない！！」と。突然のショパンの変貌ぶりに驚くアレグレットたちだったが、ショパンはいきなりアレグレットたちに襲い掛かってきた。ショパンはこれまで苦楽を共にし、互いに強い絆と信頼を得た仲間であるアレグレットたちを、創造主であるはずの自分が倒せるかどうかを試す事で、この世界が本当に自分の夢の中の世界なのかどうかを確かめるつもりなのだ。そんなショパンにポルカは哀しそうに「それがあなたの決意…？」とつぶやく。
ショパンが勝てば、信頼できる仲間であるはずのアレグレットたちさえも倒せたのだから、この世界もアレグレットたちも偽りの存在であって、夢である。だがショパンが負ければ、やはりアレグレットたちは信頼できる仲間であり、この世界もアレグレットたちも確かに今ここにいる存在で、偽りでも夢でも無い事になる。それを見極めるためにあえてアレグレットたちに挑むショパン。予想外の出来事に困惑しながらもアレグレットたちは迎え撃ち、激しい死闘の末にショパンは敗北する。

### エピローグ
ショパンはアレグレットたちを倒せなかった。つまりこの世界もアレグレットたちも偽りの存在では無かったという事であり、それを悟ったショパンは安堵し、その場に崩れ落ちた。その時、ショパンを切なげに見ていたポルカは突然意を決した表情でアレグレットに語る。今まで隠していた事を詫びながらポルカは崖まで足を運んだ。自らのトラスティの輝きで照らさなければならない場所がある事を。そう、チェロの木で老婆が言っていたポルカの使命とは、ポルカが自ら命を絶つ事で、崩壊しつつあるこの世界を10年前にリセットして救う事だったのだ。アレグレットの叫びも空しくポルカは崖から飛び降り…そして、ポルカは死んだ。アレグレットは激しく泣き叫び、傍らで倒れているショパンに「あんたの夢の中の世界なら何とかしろ」と絶叫する。泣き崩れるアレグレット。ショパンは目を覚まし、呟いた。「夢…？本当に夢…？」
ポーランドのワルシャワで、医者がショパンの臨終を通告した。現実の世界のショパンは死んだ。泣き崩れるルドヴィカとポトツカ。
テヌート村の花畑で、4歳のポルカはソルフェージュと共に花畑を歩いていた。だがそこへショパンの声が聞こえる。まだ14歳までしか生きていないのに、こんな所で死んではいけない、生きろと。ポルカはソルフェージュに突然別れを告げ。ソルフェージュは笑顔を見せながらも涙を流す。やがて無数の光るアゴゴに包まれてポルカは天空へと上っていく。ソルフェージュはポルカの幸せを祈りながらも、ポルカを失った悲しみで号泣する。
ショパンはポルカの死で落ち込むアレグレットを悲しみの表情で見つめていた。だがそこへビートが驚きの声を上げた。「ポルカ姉ちゃんが咲いてる！！」アレグレットの目の前でポルカが、無数の光るアゴゴと共に宙に浮いていた。慌てて駆け寄るアレグレット。ポルカが着地した瞬間、荒廃した地表に一瞬にして沢山の花が咲き乱れた。ポルカのトラスティの輝きによってこの世界は救われ、そしてショパンの働きによってポルカは死の無限連鎖から解放されたのだ。ポルカとアレグレットは涙を流しながら互いの体を強く抱き締めた…。そして現実世界。魂となったショパンは静かにピアノを弾きだした。

## 登場キャラクター

### メインキャラクター
アレグレット
声 - 下野紘
本作の主人公。16歳の少年でビートを本当の弟のように思っている。武器は剣。港町リタルダントでパン泥棒をしているが、実は町に住む貧しい子供たちを養うために、悪いことだと分かっていながら他に手立てもなく仕方なしにやっている。ぶっきらぼうで言葉使いも悪いが、情に厚いことから困っている人を見捨てられない正義感を持つ。リタルダントまで毎日花封薬を売りに来るポルカの事を、以前から気にしていた。
ポルカ
声 - 平野綾
本作のヒロイン。14歳の少女。武器は傘。テヌート村で母親のソルフェージュと二人暮らし。「花封薬」という花から薬を作り、それを売ることで生計を立てているが、最近はフォルテ領において花封薬を凌駕する効能を持つ「鉱封薬」が、花封薬よりも安価で大量に流通しているため、花封薬がほとんど売れなくなっており、生活は困窮しつつある。
さらに不治の病に侵されているため、彼女は村の人から病をうつされるのではないかと避けられ、実際に彼女の死期は迫っている。そのせいで人間不信になりかけていたが、そんな彼女の運命もショパンとの出会いで変わっていく。同じように不治の病を患うショパンと気が合い、彼を慕うようになる。
ショパン
声 - 真殿光昭
物語の中心に位置する39歳の男性。武器はタクト。劇中ではシルクハットを被っている。彼もポルカ同様死期が迫っているため、魔法を使う事が出来る。
彼は過去に実在した作曲家のフレデリック・ショパンと同一人物という設定であり、本作品の舞台は彼の空想によって産み出された夢の世界とされているが、彼は仲間と旅を続けるうちにこの世界が本当に自分の夢の中の物なのか疑問を抱くようになっていく。
ビート
声 - 小林由美子
8歳の少年でアレグレットの弟的存在。武器はクラリネット型の銃。彼は戦闘中に敵の写真を撮る事が出来る。その写真は店で売る事が可能。写真の出来に比例して店の買取額も高くなる。
ビオラ
声 - 桑島法子
26歳の女性。武器は弓。男勝りの強気な性格をしている。草原で放牧をして生活をしている。
サルサ、マーチ
声 - かないみか（サルサ）、斎藤千和（マーチ）
8歳の双子姉妹。武器は太陽のリング（サルサ）、月のリング（マーチ）。アゴゴの森の番人を務めている。姉のサルサは底抜けに明るい性格をしており、妹のマーチは落ち着いた性格をしている。
ジルバ
声 - 中田譲治
27歳の男性。武器は大剣。反政府組織アンダンティーノのリーダー。常に冷静沈着で優れた状況判断力を持っており、部下や仲間からの信頼は厚い。ファルセットに対しては考えが浅はかで「幼馴染だからファルセットの事は何でも分かる」と自負しているが、彼女からの好意に全く気付いていない上、フォルテの内通者なのではないかと勘違いしていた。結果的にその浅はかさがクラベスの死の要因の一つとなってしまった。
クラベス
声 - 園崎未恵
24歳の女性。武器はレイピア。反政府組織アンダンティーノの一員でジルバの恋人。組織に入ってまだ間もないが組織の中でも随一の剣術の使い手であり、ジルバから重宝されている。ゲーム本編の物語においては、第3章でのみパーティキャラクターとしてアレグレットらと行動を共にする。
実は彼女はワルツがアンダンティーノに送り込んだスパイであり、ワルツからアンダンティーノに関する内部調査と情報収集の任務を命じられていた。だがジルバと接する内に彼の事を本当に好きになってしまい、さらにファルセットをスパイに仕立て上げる最高の好機があったにもかかわらず、彼女はジルバへの想い故にそれを逃してしまい、それが原因でロンドに裏切り者だとみなされて殺されてしまう。
後にエンディングの直前から行くことができる隠しダンジョン「不思議空間ユニゾン」にて、ゲーム本編の進行には影響しない形で再登場する。ジルバに逢いたい、別れたくないという強い想いにより、彼女の魂は不思議空間ユニゾンに転送されたという設定。その際に肉体は復元したものの魂は欠片となってバラバラに砕け散ってしまい、ユニゾンの内部に飛散。魂の欠片を全て集めないと、ユニゾンから外に出た瞬間に体が砂になってしまうという状況になってしまった。
その後、彼女はユニゾンを訪れたアレグレットらに再びパーティメンバーとして同行し、隠しダンジョンをクリアすることで、魂の欠片を全て集めて見事復活を果たす。そしてワルツが死んだ事によりフォルテのスパイという責務から解放された彼女は正式にアレグレットたちの仲間となる。なお、彼女が生き返ってもその後のストーリーやエンディングは変化しない。
ファルセット
声 - 半場友恵
22歳の女性。武器はナックル。反政府組織アンダンティーノの一員でジルバの幼馴染。ジルバの事を「ジル」と呼ぶ。ジルバに恋心を抱いているが、幼馴染であるが故に中々言い出せずにいる。
クラベスのジルバに対する想いに気付きながらも彼女がスパイである事をジルバに伝えようとする前に、自身がスパイじゃないかと疑いに対しクラベスに庇ってもらった事、そして彼女が殺されてしまった事に深い悲しみと責任を感じ、一時姿を消してしまう。
しかし、それはクラベスを殺した犯人であるロンドを探すためで、ロンド戦において再び姿を現し、クラベスの仇を取る事になる。
クレッシェンド
声 - 小西克幸
29歳の男性。バロックを統治する領主。ワルツとは対照的に温和な人物で常に国民の事を考えており、また国民や部下からの信頼も厚い。PS3版では仲間となり、メイスを武器に戦う。
セレナーデ
声 - 折笠富美子
23歳の女性。クレッセンドの婚約者。おしとやかな性格だが、他人に振り回されない強い心を持っている。PS3版では仲間となり、杖を武器に戦う。
実は彼女はワルツがバロックに送り込んだスパイであり、バロックの方からフォルテに戦争を仕掛けないようにクレッシェンドを説得し押さえ込む任務を命じられていた。彼女もクラベス同様ターゲットであるクレッシェンドに本当に恋をしてしまい、さらにクレッシェンドにも自分がスパイである事を見破られてしまう。しかし、そのような状況においても、クレッシェンドとセレナーデの絆が崩れ去る事は無かった。
ワルツの命令でバロックを押さえ込んではいたが、彼女自身も戦争に対して否定的な考えを持っており心の底から世界の平和を望んでいるという点に関しては彼女もクレッシェンドと何も変わる所は無い。それ故にクレッシェンドはセレナーデがスパイだと気付きつつも「君の言う事は正しい」と認めていた。

### サブキャラクター
ワルツ
声 - 皆川純子
16歳の少年。武器は剣。フォルテを統治する領主。非常に計算高く、また冷酷非道な性格の持ち主で、自分以外の者がどうなろうと知った事ではなく、部下でさえも役立たずだと判断したら容赦なく切り捨てる。鉱封薬を安価で大量にフォルテ領の国民に提供しているが、彼の真の目的は、鉱封薬の力で国民全員を魔物にする事で軍事力を増強し、その圧倒的な力でもって他国を侵略する事だった。
そして鉱封薬強化のために必要な光るアゴゴを手に入れるためのキーパーソンがポルカである事を知った彼は、大軍を率いてポルカを手に入れる為にアレグレットたちに襲い掛かるが、アレグレットたちに敗北した後に死亡した。
ロンド
声 - 浅川悠
24歳の女性。武器は短剣の二刀流。ワルツに従う暗殺者で冷酷な性格の持ち主で、目的のためなら手段を選ばず、人の命を奪う事に何のためらいも持たない。ちなみに彼女は幼い頃に両親や妹と生き別れになってしまっている。
なお、彼女は戦闘で必殺技を使う際、他のキャラクターとは違って技の名前を叫ぶ時の発音が和音ではなく英音となっている。
ジルバに本気で恋をした同僚のクラベスを、裏切り者とみなして殺害する。その後氷の神殿アリアにおいて、ワルツの命令でポルカの身柄を確保しようとするが、そこへ現れたファルセットの助けもあり、アレグレットたちに殺されてしまう。
彼女もまたクラベス同様、死んだ後に肉体が復元して不思議空間ユニゾンに飛ばされてしまう。クラベスのように魂の欠片が無くなったのかまでは明らかになっていないが、何にしてもクラベスの魂の欠片を所持し、アレグレットたちの前に再び立ちはだかる事になる。しかしまたしてもアレグレットたちに敗北し、彼女は今度こそ本当に死を迎える事になるのだった。ちなみにユニゾンに飛ばされた彼女は髪の色が金髪になっているが、その理由はゲーム中では明らかになっていない。
なお、彼女のとどめをクラベスで刺すと、クラベスが「あの世で待っていてほしい」と、彼女の事を気にかけるような発言をする。
フーガ
声 - 櫻井孝宏
26歳の男性。武器は刀。ワルツの部下で、一見温和そうな人物に見えるが、実際は冷酷な性格の持ち主である。序盤に光るアゴゴが見つからない腹いせにポルカ・ショパンに襲い掛かってきたことがある。
チューバ
声 - 斉藤志郎
42歳の男性。武器は槍。ワルツの部下で、左目に眼帯をしている。強大なパワーを誇るが考える事が苦手で、後先考えずに行動して失敗する事が多い。
レガート
声 - 茶風林
59歳の男性。ワルツの側近を務めるフォルテ城の執務官。決して有能な人物というわけではなく、力ある者に上手く取り入って利用するという事を何度も繰り返した末に、現在の地位を得た。
ワルツと共に大軍を率いて、光るアゴゴの重要キーパーソンであるポルカの身柄を押さえようとするものの、主のワルツがアレグレットたちに殺され、後ろ盾を失ってしまう。追いつめられた彼はやけになって合成鉱封薬を飲み、巨大な魔物「ルインドボディ」と化してしまう。彼の精神は崩壊して身も心も魔物と化してしまい、次元の穴をこじ開けて夢幻砂丘の奥に存在する「砂の巨塔ダブルリード」の最上階まで飛んでいくが、辿り着いたアレグレットたちに敗北。PS3版ではワルツの最期の命令に従い、夢の世界の全てを破壊し合成鉱封薬を飲んだのも、ワルツの命令によるものに変更された。
ソルフェージュ
声 - 小林優子
38歳の女性。ポルカの母親。娘の事を大切に想っているが、娘の死と復活による夢の世界の何万回ものリセットが行われている間ずっと母親役を演じ続けてきた。彼女には天からの「お告げ」を聞く事の出来る特殊な能力が備わっており、「お告げ」の指示に従ってこれまでポルカが死んでから4歳に戻って復活する度に、何万回もポルカを育ててきたのである。
ただし、ポルカが死んで夢の世界が10年前にリセットされる際に彼女は他の夢の世界の住人同様に10年間の記憶を失うという事を何万回も繰り返しており、これまで何万回もポルカを育ててきたという事を覚えていない。夢の世界がリセットして記憶を失い、ポルカを育てるように「お告げ」によって命令され、ポルカが死んで夢の世界がリセットして記憶を失い、「お告げ」によってポルカを育てるよう命令されるという事をこれまで彼女は何万回も繰り返してきたのである。
ショパンによって夢の世界の連鎖が終了し、ポルカもまた死と蘇生の無限連鎖から解放されポルカは彼女の元を離れる事になる。その際彼女は「幸せになりなさい」とポルカに告げ、娘と別れる事になった悲しみから号泣する。
ドルチェ
声 - 小林優子
バロック領やフォルテ領周辺の海域を荒らす海賊団を率いる女船長。ビオラ以上に男勝りで強気な性格をしている。悪人ではあるが、どこか憎めない一面を持っており、また部下から「姐さん」と呼ばれ、慕われている。
コーラス
鉱封薬の試作品の最初の被験者となった少年。公式記録では薬の副作用で死亡した事になっているが、彼は鉱封薬を飲む事で魔法が使えるようになるとワルツから聞かされ、病気になった母親を助けるために自ら鉱封薬の試作品の被験者に志願した。結果、ワルツの言う通り魔法は使えるようになったものの代償として精神が崩壊し魔物と化してしまう。
実は彼の母は既に病気で死亡しており、それを知った彼が被験者を辞退したら困るという理由からワルツは彼にその事を話さなかった。つまり彼がその身を犠牲にしてまで試作品の被験者となったのは、全くの無駄な覚悟だったのである。魔物と化した彼はフェルマータの砦へと流れ着くものの、アレグレットから母の形見を手渡された事で魂は浄化される。
鉱封薬を飲んで魔法が使えるようになってしまった彼の魂は月の都エレジーに流れ着き、そこで安らかな暮らしを始める事になるのである。
ミュゼット
声 - 高垣彩陽
ドラマCD版に登場。ワルツに捕らえられたポルカの世話役を任された女性。ワルツに好意を寄せており、最初ポルカがワルツの婚約者だと思っていたため、最初はポルカを邪険に扱っていたが、誤解が解けた後はお互いを呼び捨てで呼び合うほど仲良くなる。体が病弱な為に鉱封薬を服用してしまっている。
アレグレッド達を手引きし、ポルカの脱走に協力したことがワルツの知るところとなってしまい、合成鉱封薬を飲まされる。
ルドヴィカ
声 - 勝生真沙子
42歳の女性。ショパンの姉。現実世界において弟の死を見届けた人物の一人。
ポトツカ
声 - 小林優子
44歳の女性。ショパンとは深い仲にあった人物で、歌手として活躍していた。現実世界において彼の死を見届けた人物の一人。
エミリア
ショパンの末妹。文才に秀で、兄フレデリックに続くショパン家二人目の神童と呼ばれていた人物。兄とは仲が良く、共作で芝居の脚本を書いていたこともある。当時は不治の病だった結核に犯され、わずか14歳という若さでこの世を去った。
史実で兄を蝕み死に至らしめたのも結核だとされており、二人はほぼ同時期に発症、兄は回復したものの生涯症状に悩まされ、最終的には彼女とほぼ同じ治療を施されて死亡している。作中では名前だけ登場。兄が言うには、ポルカは彼女によく似ているらしい。

## 用語
花封薬と鉱封薬
「花封薬」は即効性は無いものの、どんな怪我や病気にも効果がある。また副作用も無い万能薬であり、これまでテヌート村の名産として多くの人々に使われてきた。ポルカもこれまでリタルダントで花封薬を売る事で生計を立ててきたのだが、最近になって花封薬よりも効力が高く、しかも即効性がある「鉱封薬」がリタルダントを含むフォルテ領全域において安価で大量に出回るようになり、花封薬はほとんど売れなくなってしまっている。
鉱封薬には強力な治癒効果の代償として恐ろしい副作用がある。最終的にこの薬を過度に摂取し、副作用を引き起こしてしまった者がどのような運命を辿る事になるのかが、物語の終盤で明らかになっていく。
ちなみに花封薬は実際にプレイヤーが使用可能な回復アイテムで、物語を進めていくと花封薬を改良した回復アイテムも登場する。
アゴゴ
アゴゴの森に多数生息する円形の生物。無力な生物で人間に対して危害は加えないが、シャイな性格で警戒心が非常に強く、心を許した者でなければ滅多に近寄ろうとせず、写真を撮ろうとしたビートを見て逃げ出した程である。ワルツはある目的のために光るアゴゴを探しており、フーガに捜索命令を下している。
だがフーガはアゴゴ自体は比較的簡単に見つけたものの、光るアゴゴに関しては捜索が難航しており、中々見つけられずにいる。アゴゴの森の番人であるサルサが言うには「光るアゴゴなんて存在しない」らしい。
実は鉱封薬を過度に服用すると、その副作用として魔法が使えるようになる。だがその代償として余命僅かとなってしまい、やがて精神が崩壊し、身も心も魔物と化してしまう。ビオラはその危険性にいち早く気付いており、何も知らないアレグレットたちに「確実に死に近づく薬」であると警鐘を鳴らしていた。
ワルツが国民に対して鉱封薬を安く大量に提供していたのは、国民全員を魔物にして他国侵略のための強大な兵力とするためだった。そして光るアゴゴと鉱封薬を合成すると効果が数倍に跳ね上がるという実験結果も出ており、ワルツはそのためにフーガに光るアゴゴ捜索を命じていたのである。そして光るアゴゴは強いトラスティの輝きを持っている者…ポルカの周りにのみ現れる。それ故にフーガはいつまで経っても光るアゴゴを見つけ出す事が出来なかった。
合成鉱封薬の絶大な効果は、ワルツの死で追いつめられたレガートがこの薬を飲み、瞬時に巨大な魔物と化してしまった事で実証済みである。そしてこの薬によって魔法が使えるようになってしまった者の魂はあの世にも行けず、この世にも留まれず、永遠に成仏出来ずに次元の狭間をさまよい続ける事になってしまう。そうした者たちの魂が集まって出来た街が、月の都エレジーなのである。
魔法
この世界の住人は死期が迫り余命僅かになると、魔法を使う事が出来るようになる。そのメカニズムは未だに解明されていないのだが、いつの間にか「魔法を使える者に触れると病が伝染する」という噂が流れるようになり、魔法を使えるポルカも人々の迫害の対象になってしまっている。実際には彼女と共に暮らすソルフェージュに病が伝染していない事から分かるように、この噂は完全にデマである。
トラスティ
夢の世界の住人の誰もが心の中に持っている宝石。人によって輝きの強さに差があり、また強いトラスティの輝きを持っている者は稀少だと言われている。
鏡天花
テヌート村の森の奥深くに生息している植物。普段はつぼみの状態だが、午前2時になると一斉に花が開く。その光景はあまりにも美しく幻想的で、この花を見たショパンが思わず心を奪われてしまった程である。だが、夜遅くにしか咲かない事から別名「死灯花」とも呼ばれ、現在はこちらの方が定着してしまっているようである。ちなみに史実のショパンが死亡したとされる時刻も午前2時である。

## ゲームシステム

### 戦闘
戦闘システムは定められた時間（ターン）内に一人のプレイヤーキャラクターが自由に移動や敵への攻撃を行え、その時間が切れたらほかのキャラクターで同様の操作を行うという特徴を持っている。この戦闘方式を公式ではタイムシェアードリアルタイムバトルと呼んでいる。
ランダムエンカウント制ではなく、フィールド上に点在する敵と接触すると戦闘が始まるシンボルエンカウント制になっている。ほとんどの敵はこちらを感知すると猛スピードで近づいてくるが、側面や背後から接近するプレイヤーは感知できない。

#### 通常技
いわゆる通常攻撃。キャラによって攻撃速度や攻撃回数、攻撃範囲が違う。またビートとビオラのみ射程無制限の遠距離攻撃が可能となっている。
ビートの遠距離攻撃
ビートの遠距離攻撃は、敵を自動的にロックして銃を乱射する。距離に関係なく弾道と威力は一定。威力は小さいが攻撃回数が多いため、エコーを溜めるのに適している。
ビオラの遠距離攻撃
ビオラの遠距離攻撃は、照準を手動で敵に合わせて弓を放つ。敵から距離が離れている程威力が上昇し、また敵の頭部に命中させるとさらに威力が上がり、必殺技並のダメージを与える事が可能であるが、近距離で当てると威力が小さい。矢は山なりの弾道で飛んでいくので、敵との距離が離れている場合は照準を多少上にずらして撃たないと外れる事が多い。

#### 必殺技
他のRPGでいう所の「魔法」「特殊技」のような物。チュートリアルでアレグレットが説明しているが、本作では使用する際に特に何の制限も無く、また何かを消費する事も無い。自分が日向にいる場合は「光必殺技」、日陰にいる場合は「闇必殺技」を使用可能。
主に攻撃技と回復技の2種類があり、またビートは「ビビッドショット」と「ナイトショット」を使用する事で敵の写真を撮る事が出来る。必殺技を使用すると溜めていたエコーが消費されてしまうが、例外的にビートが写真を撮る場合のみエコーは消費されない。
なお、必殺技は戦闘中にしか使えないので、回復技をメニュー画面で使用する事は出来ない。

#### 防御
攻撃されるキャラクターが、そのキャラクターから見て前方180度の方角の敵から攻撃された場合、攻撃が命中する瞬間に盾の形をした「防御マーク」が出現する。この時タイミング良くBボタンを押せば攻撃をガードする事が出来、敵から受けるダメージを本来の25%にまで減らせる。さらに状態異常を付加する攻撃だった場合、状態異常をも完全に防ぐ事が可能。
ガード不可能の攻撃は存在しないが、ボタン連打ではガード出来ない。タイミングを見計らってボタンを押さなければならないので注意する事。
なお、防御は敵も使ってくるので、敵から見て前方180度の方角からの攻撃は敵にガードされてしまう事がある。攻撃をガードされた場合はエコーが溜まらない上に与えるダメージも本来の25%にまで下がってしまう。

#### 反撃
パーティークラスがレベル4以上の時に使用出来るシステム。防御が可能な条件を満たしている時にランダムで通常の「防御マーク」ではなく、剣の形をした「反撃マーク」が出現する事がある。この時にタイミングよくAボタンを押すと敵の攻撃を完全に無効化し、アクティブタイムは2秒のみだが反撃に成功したキャラクターが一方的に攻撃する事が出来る。さらに敵は転倒しているので防御する事が出来ない。
反撃マークが出現した時でも防御は可能だが、防御マークが出現している時は反撃できない。さらに反撃マークが出現する確率は完全にランダムな上に入力受付時間も短いので、失敗した時のリスクは大きい。
パーティクラスがレベル4の時は通常技でしか反撃できないが、レベル5以上の時は必殺技でも反撃が可能である。なお、敵は防御はしてくるが反撃は使ってこない。

#### パーティークラス
パーティークラスはレベル1からレベル6まであり、シナリオを進めて特定のボスを倒す毎に上昇する。パーティークラスが上がるとアイテムスロットが増えたり、新たな戦闘システムが追加されて様々な戦法が可能になるが、同時にシンキングタイムやアクティブタイムが短くなるなど、戦闘の難易度がレベルアップ毎に少しずつ上がるようになっている。
なお、一周目ではパーティークラスはシナリオの進行状態に応じて強制的に選択されてしまうが、二周目以降はこれまでに習得したパーティークラスを自由に選べるようになっている。

#### シンキングタイム
シンキングタイムとはキャラクターが行動を起こす前に考える事の出来る時間であり、パーティクラスが上がる毎に短くなっていく。「シンキングタイム」と「アクティブタイム」は別の物であり、シンキングタイムが余っている状態で行動を起こした場合、即座にシンキングタイムがゼロになってアクティブタイムがカウントされるようになっている。

#### アクティブタイム
アクティブタイムとはキャラクターが1ターンで行動出来る時間であり、パーティークラスがレベル1と2の時は5秒、レベル3以上だと4秒である。ただし、レベル1の時のみキャラクターが行動を起こさない間はカウントが止まるようになっている。
通常攻撃を当てると、コンマ数秒だがアクティブタイムを増やす事が出来る。また、アクティブタイムが0になっても次のキャラクターに順番が回ってくる瞬間までは必殺技を出す事が可能。

#### エコー
パーティクラスがレベル2以降の時に使用可能なシステム。通常技、必殺技を問わず、攻撃を1発当てる度に1ポイント溜まっていく。最大32ポイントまで溜める事が出来、溜めた数に比例して必殺技の威力が上昇し、演出も派手になる。ただし、必殺技を発動した時点でエコーは全て無くなってしまうので、また溜め直さないといけない上に、戦闘が終わると溜めていたエコーが無くなってしまう。
ただし、パーティクラスがレベル6の時は例外で、ハーモニーチェインを繋げている間のみエコーが消費されず、戦闘が終わった後も残っていたエコーが次の戦闘に引き継がれるようになっている。

#### ハーモニーチェイン
パーティークラスがレベル4以上でエコーが24ポイント以上溜まっている時は、必殺技を発動後に別の必殺技に繋げる事が出来る。これがハーモニーチェインである。パーティクラスがレベル4の時は2回、レベル5の時は3回、レベル6の時は6回繋げる事が出来る。ただし、同一のハーモニーチェインで同じ必殺技を複数回繋げる事は出来ないので、3回以上繋げるためには複数のキャラクターを使用する必要がある。
レベル6で発動すると、ハーモニーチェインを繋げるたびにアイテムスロットのXボタン以外のボタン配置がランダムで入れ替わってしまい操作が難しくなるというリスクがあるものの、発動中はエコーが消費されないという恩恵も受けられる。

#### アイテムスロット
戦闘でアイテムを使うには、アイテムスロットにアイテムをセットしておく必要がある。パーティークラスが高い程、アイテムスロットの数が多くなる。
アイテムスロットはアイテムの「数」ではなく、各アイテム毎に決められた「ポイント」でカウントされる点に注意。例えばパーティークラスがレベル1の時のアイテムスロットは10ポイントだが、この状態ではポイント1の春桃クッキーは10個入れられる。ポイント2の天使のラッパは5個、ポイント4の女神のプーケは2個しか入れられない。基本的に強力なアイテムほど、アイテムスロット装填に必要なポイントが高くなる。

#### バックアタック
フィールドで敵に背後から接触すると、戦闘開始時に敵の背後を取る事が出来る。これがバックアタックである。成功させると必ずこちらが先に行動出来る上に、敵は背中を向けているので防御が出来ずに完全に無防備状態となるので、圧倒的に有利になる。だが逆にこちらがモンスターに背後から接触されると、今度はこちらがバックアタックを食らう事になるので、圧倒的に不利になる。
ゲームを有利に進めるにあたってこのシステムは非常に重要であり、いかにしてバックアタックを行うか、または防ぐ事が出来るかどうかで、ゲームの難易度が大きく変わってしまう。

#### モーフィング
一部のザコモンスターは、日向にいるか日陰にいるかで全く別のモンスターになる事がある。これがモーフィングである。モーフィングする事でこれまで弱かった敵が突然強くなってしまう事もあり、これを制御出来るかどうかでゲームの難易度に大きな差が出来てしまう。主な対策として日向か日陰に敵をおびきよせて戦う、アクセサリーや消費アイテムでキャラクターの周囲を強制的に日向または日陰にし、無理矢理モーフィングさせるといった方法がある。

### スコアピースとセッション
スコアピースとは世界各地に点在する楽譜の事で、これを用いてスコアピースを持っているNPCと、曲を連奏する「セッション」を行う事が出来る。セッションを行う事によってAからDの4種類の評価を得る事が出来、Aが最高評価、Bがそれなりの評価、Cが最低の評価、Dが意外な評価となっている。このため1番低い評価はDではなくCである。
セッションでC以外の評価を取る事でアイテムを貰う事が出来、セッションをこなさないと手に入らないアイテムも多数存在する。なお、スコアピースの収集やセッションをこなさなくても、ゲーム本編の進行には全く影響しない。

### エネミーフォト
ビートは戦闘中に必殺技「ビビットショット」「ナイトショット」を使う事で、敵の写真を撮る事が出来る。本作ではこれをエネミーフォトと呼ぶ。エネミーフォトは12枚まで保存する事が出来、店で売却する事が可能。さらに店に「写真屋」が訪れている時は高値で買い取ってもらえる。
エネミーフォトを売却する際、「ランク」が高いほど売値が高くなる。ランクはA-Cまであり、Aは最高傑作、Bは悪くは無い、Cは売り物にならないという評価だが、実際にはランクCでも写真屋がいる場合は、かなりの高額で買い取ってもらえる。さらに売った後に、そのエネミーフォトの評価を示す「PP（フォトポイント）」を得る事が出来る。写真の出来が良いほど高得点を得る事が出来、獲得したPPは2周目をプレイする際に引き継ぐ事が可能となっている。
なお、PPはただのエネミーフォトの評価でしかないので、獲得したからといってゲーム本編の進行には全く影響しない。

### ピアノ曲とミュージック
本作では一度でも聴いた音楽は、それぞれ「ピアノ曲」「ミュージック」の項目でいつでも聴く事が可能になっており、これは他のゲームで言う所の「サウンドテスト」に相当する。さらにピアノ曲では、ショパンが作曲した際の心情や状況などの説明文も見る事が可能。
両方とも、獲得した曲は2周目で引き継がれるようになっている。なお、曲を全て埋めるためには最低でも一周目をクリアしなければならない（Xbox Liveのマーケットプレイスで購入する事も可能）。

### 実績
Xbox 360版では他のXbox 360用のソフトと同様に、ゲームの進行状況に応じて様々な「実績」を獲得する事が出来る。ただし本作での実績は全て「秘密」になっており、実際に獲得するまで実績の詳細な内容は分からないようになっている。実績は全部で22個あり、全て集めた際に獲得できるゲーマーズスコアは合計1000となっている。

### 2周目
本作ではゲームをクリア後に、1周目には無い様々な要素が詰まった「2周目」をプレイする事が出来る。1周目と2周目の主な違いは以下の通りである。
- ザコ、ボス問わず、全ての敵のHP、攻撃力、防御力が1.3倍になる。
- 1周目で獲得したパーティクラス、スコアピース、ピアノ曲、ミュージック、写真のPP、オプションの設定、ある重要アイテムを最初から引き継いでプレイ可能。
- パーティクラスを任意で変更可能。
- 1周目では途中までしかプレイ出来ないサブイベントを、最後までプレイ可能になる。
- 物語終盤から、ある場所でワープポイントを使用する事が出来る。これを利用すれば一度訪れた事のある街へ瞬時に行き来可能になる。

2周目ではパーティクラスを自由に選べるので、序盤からアイテムスロットを大量に増やしたりハーモニーチェインを使う事も可能となっているが、その代償として敵も強くなっており、1周目に比べると難易度はかなり高くなっている。なお、2周目でなければ手に入らないアイテムも多数存在し、また実績を全て埋めるためには最低でも2周目の終盤までゲームを進める必要がある。

## スタッフ
- プロデューサー - 野口伸二、馬場英雄（PS3版）
- ディレクター、シナリオ原案 - 初芝弘也
- ミュージックコンポーザー - 桜庭統
- ピアノ演奏 - スタニスラフ・ブーニン

## 関連商品

### 和書
- 攻略本
  - トラスティベル 〜ショパンの夢〜 攻略ガイドブック
  - トラスティベル 〜ショパンの夢〜 公式コンプリートガイド
- 漫画
  - トラスティベル 〜ショパンの夢〜
著：黒井みめい 電撃コミックス全1巻

### 音楽
- トラスティベル 〜ショパンの夢〜 オリジナルスコア

### ドラマCD
- トラスティベル 〜ショパンの夢〜 ドラマCD